# Anathallis longiglossa
Anathallis longiglossa är en orkidéart som beskrevs av Guy Robert Chiron och N.Sanson. Anathallis longiglossa ingår i släktet Anathallis och familjen orkidéer. Inga underarter finns listade i Catalogue of Life.